# Inodoro ecológico seco con separación de orina

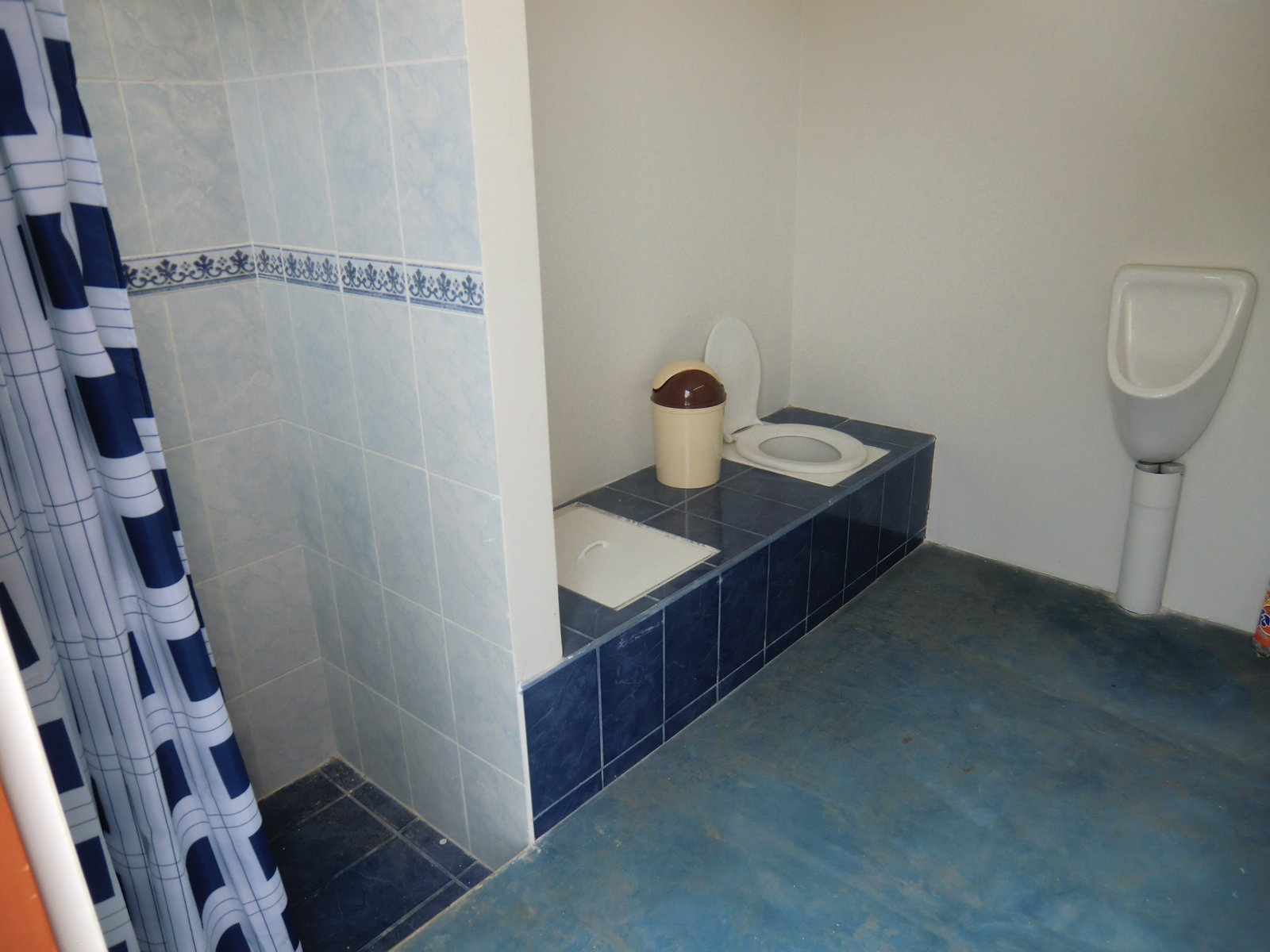
Un UDDT, un Urinario Sin Agua y una ducha se juntan en este baño de una casa en un barrio sin alcantarillado de Lima, Perú.

Un inodoro ecológico seco con separación de orina (IESSO) es un tipo de sanitario seco que proporciona un saneamiento ambiental seguro y asequible para cualquier contexto en el mundo. La recolección de heces y orina por separado, sin necesidad de agua de arrastre, tiene muchas ventajas, como la menor producción de olores (incluyendo los de afuera) y la eliminación más eficiente de los patógenos por desecación. Las heces secas y la orina pueden ser utilizadas en la agricultura (como enmienda del suelo y rico fertilizante, respectivamente, lo que se conoce como la reutilización de excretas en la agricultura), aunque este reciclaje no es obligatorio. Es un ejemplo de una tecnología que permite un saneamiento sostenible. Este sistema seco es una alternativa a las letrinas de pozo e inodoros con descarga de agua, especialmente donde el agua es escasa, una conexión a través del alcantarillado a una estación depuradora de aguas residuales no es factible o deseada, donde se requieren fertilizantes y enmiendas de suelo para la agricultura o la contaminación de aguas subterráneas debe ser minimizada.
Hay varios tipos de IESSO: algunos tienen dos cámaras que son usadas alternadamente para permitir la descomposición de las heces donde caen; otros tienen una sola cámara, con recipientes que se retiran para su almacenamiento y tratamiento en otro lugar; estos últimos pueden ser portátiles, manufacturados o construidos por los mismos usuarios con materiales de fácil acceso. Pueden ser para uso en sentado (con un pedestal o una banca) o en cuclillas. Los aspectos más importantes son: la separación de la orina y las heces desde el inicio; el funcionamiento sin agua; y la ventilación adecuada de las heces almacenadas. Si los usuarios se limpian los anos con agua, es necesario drenarla aparte, infiltrarla ordenadamente debajo del suelo absorbente o tratarla mediante fitorremediación.
Generalmente, se debe cubrir las heces con algún tipo de material inmediatamente después de cada defecación. Puede ser tierra, ceniza, aserrín, arena, hojas secas, cal, compost, o las heces descompuestas y secas de un IESSO luego de un tiempo prudente de almacenamiento (posiblemente 6 meses en el Trópico, un año en el resto del planeta) u otro tratamiento. Este material sirve para controlar las moscas, mejorar la apariencia, reducir el olor y acelerar el proceso de secar.
El UDDT es frecuentemente considerado sinónimo con el enfoque de Saneamiento Ecológico (EcoSan) o con el inodoro compostero. Sin embargo, esto no es correcto, ya que no es obligatorio aplicar los fertilizantes producidos en el IESSO en la producción de plantas alimenticias, hay otras maneras de aplicar el EcoSan (como fitorremediación que produce forraje para las vacas) y los inodoros composteros generalmente reúnen la orina con las heces, generando un proceso considerablemente diferente.

## Terminología
A veces, este tipo de sanitario es llamado un "inodoro ecosan", pero el saneamiento ecológico es un concepto mucho más amplio, en el cual los nutrientes presentes en el excremento humano son devueltos higiénicamente al suelo agrícola, para producir comida nuevamente.
Los inodoros composteros con separación de la orina, son similares a los IESSO en lo que se aísla la orina de las heces, pero promueven el compostaje de las heces en lugar de la deshidratación. Sin embargo, esto es más una cuestión de un gradiente que una dicotomía, según el clima, el material secante y otros detalles.

## Aplicabilidad
Los IESSO son especialmente aplicables en las situaciones siguientes:
1. El agua es escasa o costosa, como en regiones áridas o semiáridas.
2. La construcción del alcantarillado es demasiado costosa, ya que el terreno es problemático o la población es muy dispersa.
3. Inundaciones impiden el funcionamiento correcto de letrinas de fosa y tanques sépticos.
4. Las condiciones del entorno no son favorables para la implementación de sistemas con arrastre de agua, como terrenos inestables, pedregosas o con aguas freáticas muy altas.
5. El agua subterránea es consumida por las personas y corre el riesgo de contaminarse por la presencia de letrinas o tanques sépticos.
6. La falta de espacio impide la excavación de nuevas letrinas, si no se vacían.
7. Se prefiere construir los servicios higiénicas dentro de los domicilios, para mayor comodidad y seguridad.
8. Existe demanda por fertilizantes y enmiendas del suelo en la agricultura local.
9. Los usuarios desean incrementar su capacidad de recuperación luego de posibles desastres naturales (como cambio climático, terremotos) o posibles aumentos en los costos de energía.
10. Los usuarios desean reducir o eliminar la necesidad de tanques sépticos para disminuir su huella medioambiental (particularmente cuándo el IESSO está utilizado en conjunto con un sistema local de tratamiento de aguas grises).

Los IESSO pueden construirse para escuelas y muchos ya existen en Kenia, Ruanda y Uganda. Estos sufren de los mismos puntos débiles que cualquier otro tipo de inodoros escolares: si las responsabilidades no están claras y un presupuesto no está dedicado para el mantenimiento, estos entrarán en decadencia.

## Consideraciones de diseño

### Fundamentos
La separación de la orina aprovecha el hecho que el cuerpo humano expulsa la orina hacia adelante y las heces hacia atrás. En un UDDT, la orina se drena por una depresión o embudo en la parte de adelante, mientras las heces caen directamente por otro agujero. Esta 'separación en la fuente' no requiere que el usuario se reubique entre los momentos de orinar y defecar, aunque es necesario posicionarse correctamente sobre la interfaz de usuario. Después de enviar un chorro definido hacia adelante, es posible que las mujeres goteen un poco de orina en la sección de las heces. Esta es una pequeña cantidad y no afecta la operación normal.
La separación de la orina también puede lograrse mediante el Efecto Coandă, en el cual los líquidos suelen dejarse guiar por los sólidos. En este caso, la orina topa con la superficie del inodoro y la sigue hasta encauzarse en una ranura o un tubo, generalmente fuera de la vista del usuario.
Los diseñadores y usuarios de los IESSO deben procurar mantener la acumulación de heces tan seca como sea posible, para evitar la generación de olores o moscas. Cabe mencionar que las moscas no son atraídas a las heces una vez que estén secas. Durante su almacenamiento, la humedad natural de las heces se evapora paulatinamente y sale por el sistema de ventilación. Gran parte de la humedad también se absorbe en el material que cubre las heces.
Un IESSO consta de ocho elementos básicos:
1. El pedestal o banca para sentarse, o contorno para hacer cuclillas, los que mantienen separada la orina. Pueden ser prefabricados o construidos en el mismo lugar.
2. Si los usuarios lavan sus anos con agua, debe haber otro espacio para recolectar y drenar esta agua.
3. Una o dos cámaras para recibir las heces. En el primer caso, recipientes intercambiables son colocados dentro de la cámara.
4. Una manguera que conduce la orina hasta un tanque o hasta un sistema de dispersarla en el suelo.
5. Un tubo de ventilación para desalojar la humedad de la cámara de recolección de las heces.
6. Una estructura de privacidad. Puede ser parte del domicilio, independiente o portátil.
7. Un balde para el material seco para cubrir las heces.
8. Un puesto para el lavado de manos, así como para cualquier inodoro. Es importante lavar las manos con jabón, ceniza de leña o arcilla limpia para eliminar patógenos fecales. http://www.aecid.es/Galerias/noticias/descargas/2012/2012-06/Manual_de_Requerimientos_Mxnimos_para_Actuacionescortado.pdf

#### Tiempo necesario de almacenamiento y secado de las heces
El grado de deshidratación que se logra a través del tiempo depende de las condiciones climáticas locales y la eficacia de la ventilación. En general, se recomienda guardar las heces al menos seis meses desde el último ingreso de heces frescas.
Durante este proceso, unos microbios descomponen el material orgánico. Los patógenos en las heces son eliminados con mayor tiempo, menor humedad, pH más extremo, mayor diversidad de microbios y mayor presencia de oxígeno
https://www.inti.gob.ar/tecno_sustentables/pdf/banosSecos.pdf
.  Uno de los principales objetivos es deshidratar el material más allá de lo que pueden resistir los patógenos, incluyendo los helmintos.
Las heces frescas contienen aproximadamente un 80% de agua y la mayor parte se evapora si no está en recipientes o cámaras herméticas. En seis meses, la humedad se reduce generalmente a menos del 25%. Dependiendo del grado de sequedad y el uso que se le quiere dar (por ejemplo, para fertilizar el fondo de hoyos para sembrar árboles o, por otro lado, para el cultivo de lechugas), puede hacer falta un tratamiento adicional, como compostaje o la exposición al sol en capas delgadas.

### Bancas para sentarse
Para uso en sentado, es ventajoso construir bancas integradas en la pared de privacidad, en lugar de pedestales que se parecen a los inodoros convencionales de agua. La compañía Rotaria del Perú ha construido hasta ahora más de 800 inodoros así, dentro y cerca de Lima, Perú. Esta banca se extiende de pared a pared, por encima de la o las cámaras de acumulación de las heces. Se coloca un contorno prefabricado u otro embudo para recibir la orina por separado. Permite muchas más opciones para la ventilación.
Este tipo de inodoro es beneficioso para los usuarios dispacitados, comparados al modelo de pedestal. La banca amplia da espacio para un ayudante (en caso de que haga falta), la persona puede apoyarse con las manos y hay más opciones para la ubicación de pasamanos. Más importante para este público, las bancas reducen la necesidad de gradas o rampas.

### Accesibilidad
A veces, se construyen los UDDT con gradas angostas con o sin pasamanos, lo que dificulta el acceso para personas discapacitada, pero esto debe evitarse. El modelo de bancas, que ya se mencionó, ayuda a construir con menos gradas y rampas.
Al construir un inodoro para cuclillas, es recomendable incluir un mango que los usuarios puede agarrar para equilibrarse. Para personas con limitaciones físicas para hacer cuclillas, es factible armar una pequeña banca portátil para permitir a estas personas sentarse arriba de un inodoro para cuclillas y, cuando no está en uso, se le pone de un lado.

### Diseños para zonas inundables
En lugares susceptibles de inundarse, las cámaras de heces deben generalmente estar por encima del nivel máximo de las aguas. Otra opción es construir con paredes de ferrocemento que se unen con un suelo impermeable.

### Edificios urbanos de múltiples pisos

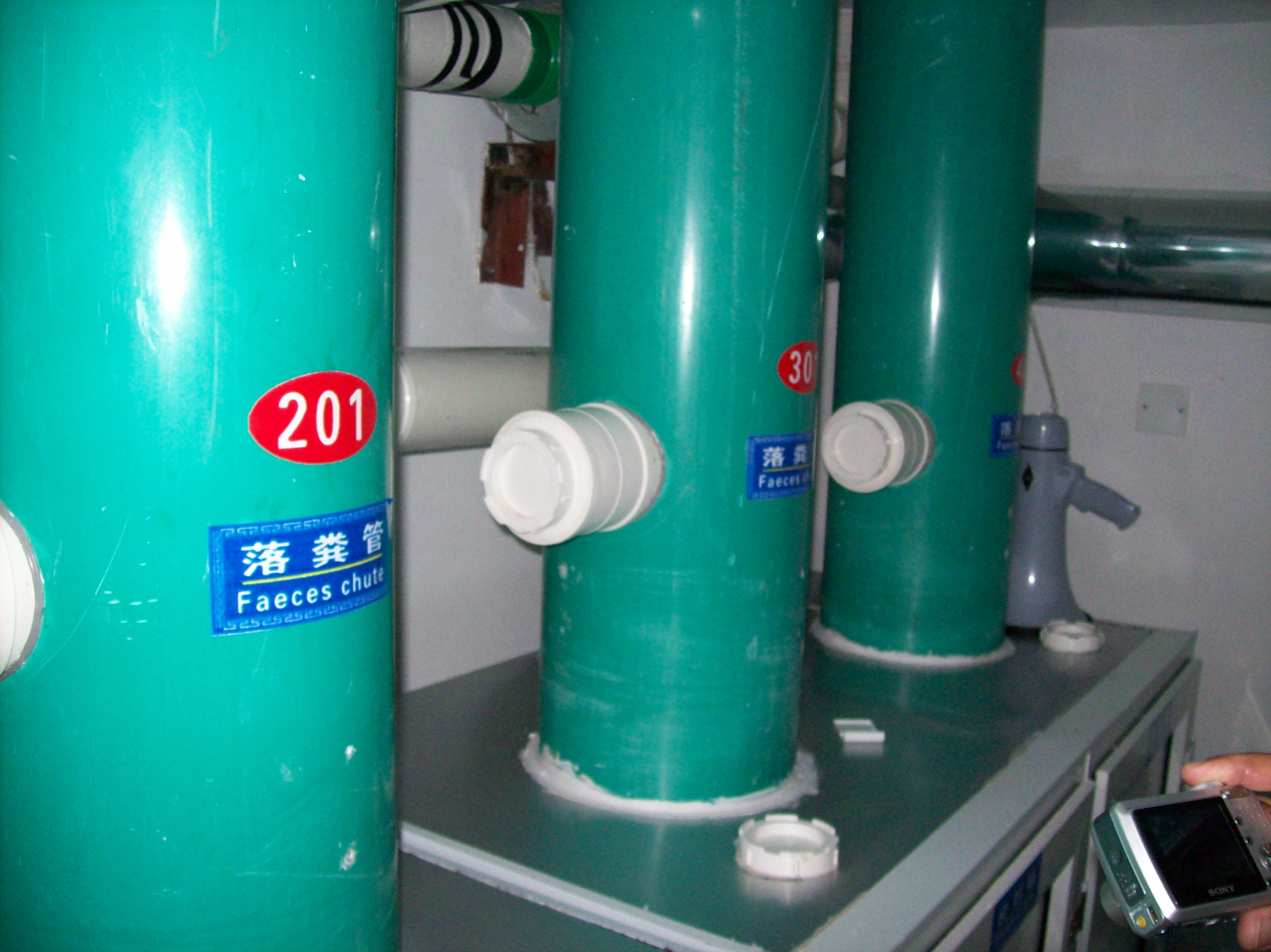
Conductos para la recolección de heces en el sótano de un edificio de 4 pisos, con IESSO en las viviendas, en Erdos, China.

### Modelos portátiles

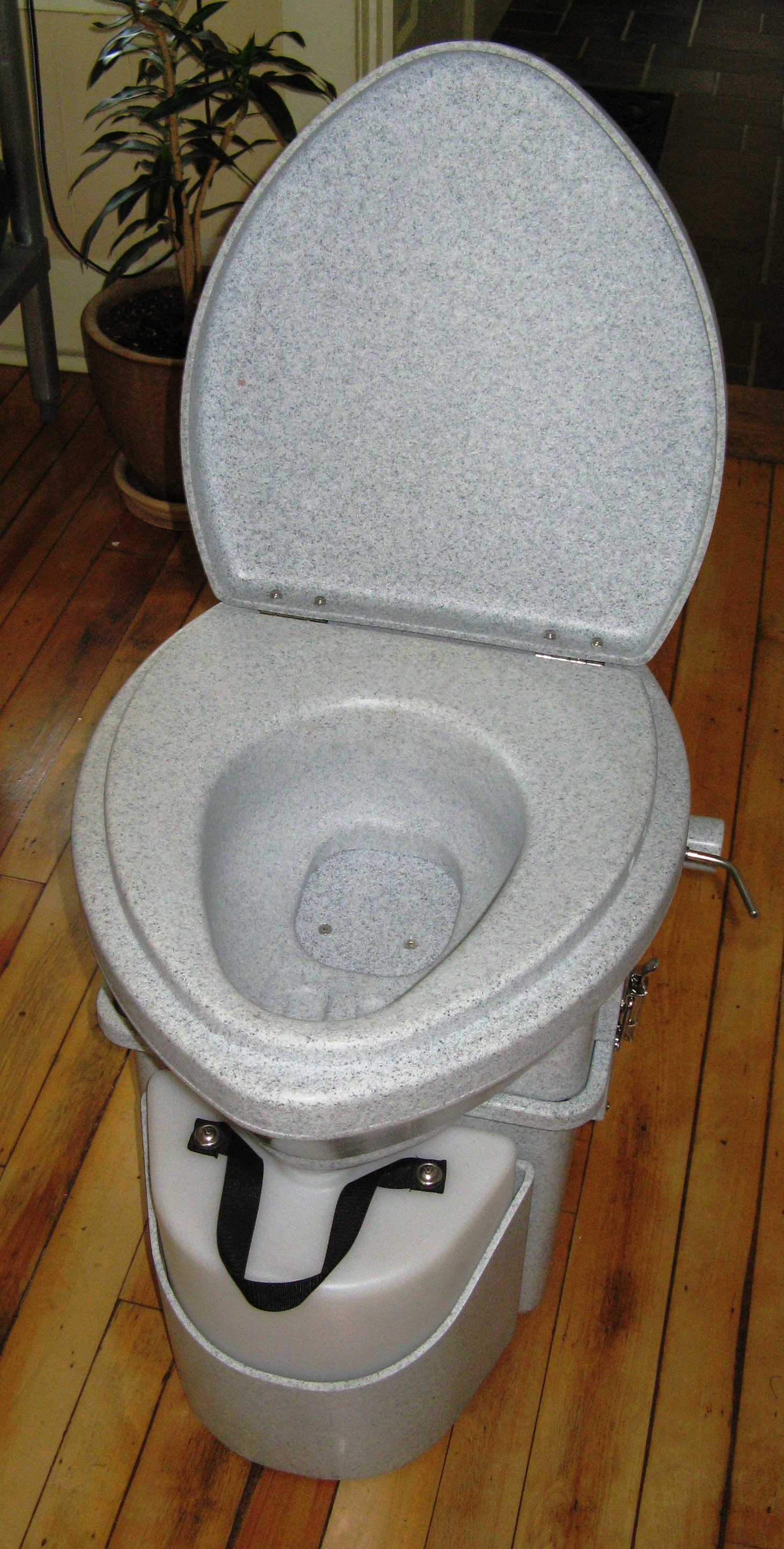
Un ejemplo de un IESSO portátil fabricado de plástico en una casa en Vermont, EE. UU.

## Aspectos de salud

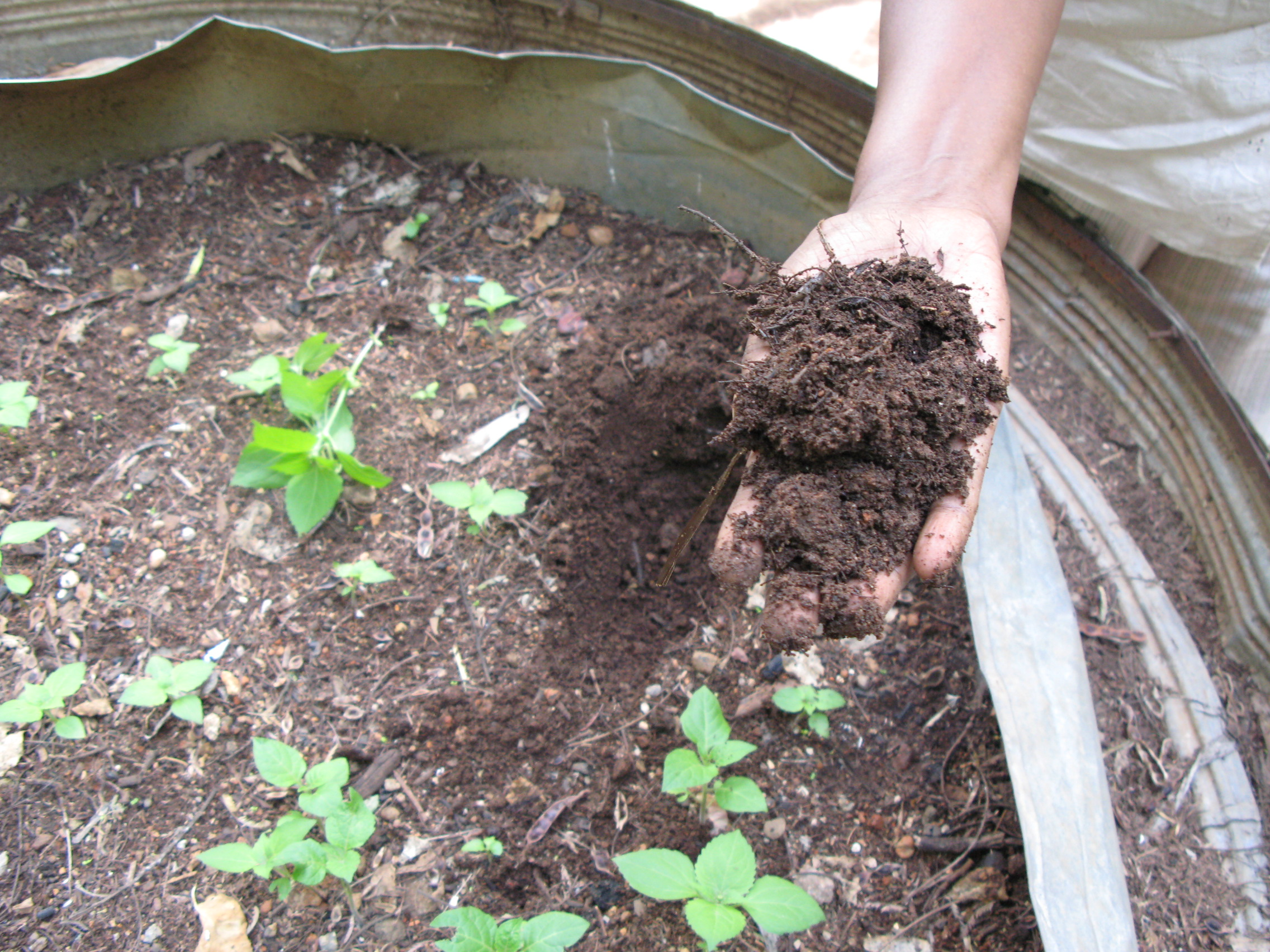
Luego de secarse y compostarse, los sólidos recolectados en los UDDT ya no son heces y están listos para devolverse al suelo agrícola (Adís Abeba, Etiopía)

#### ¿Aprovechamiento o infiltración?

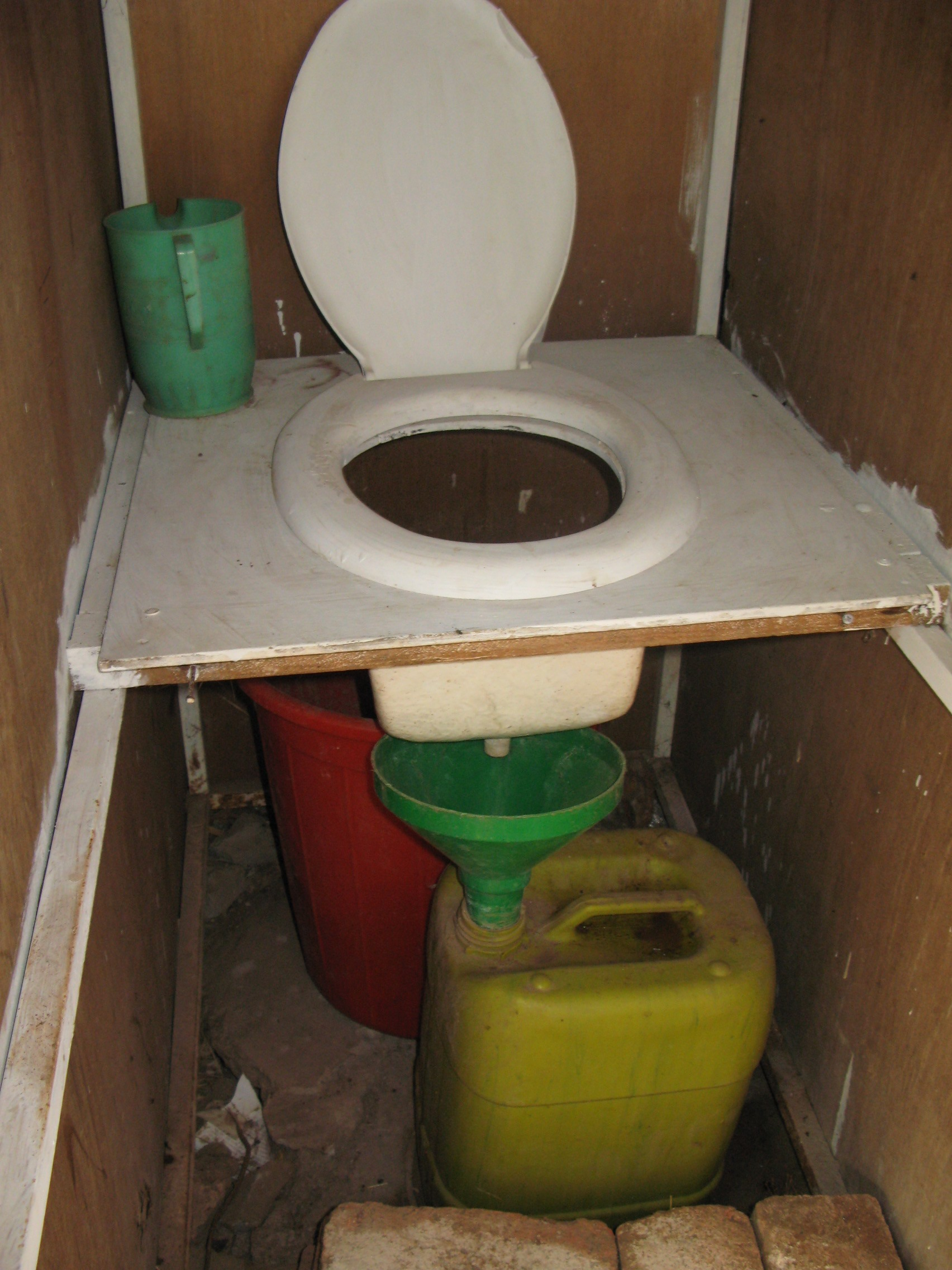
Un modelo muy sencillo de IESSO, que los mismos usuarios hicieron con un embudo para separar la orina y un balde para la recolección de las heces, en una casa de Adís Abeba, Etiopía.

## Retos

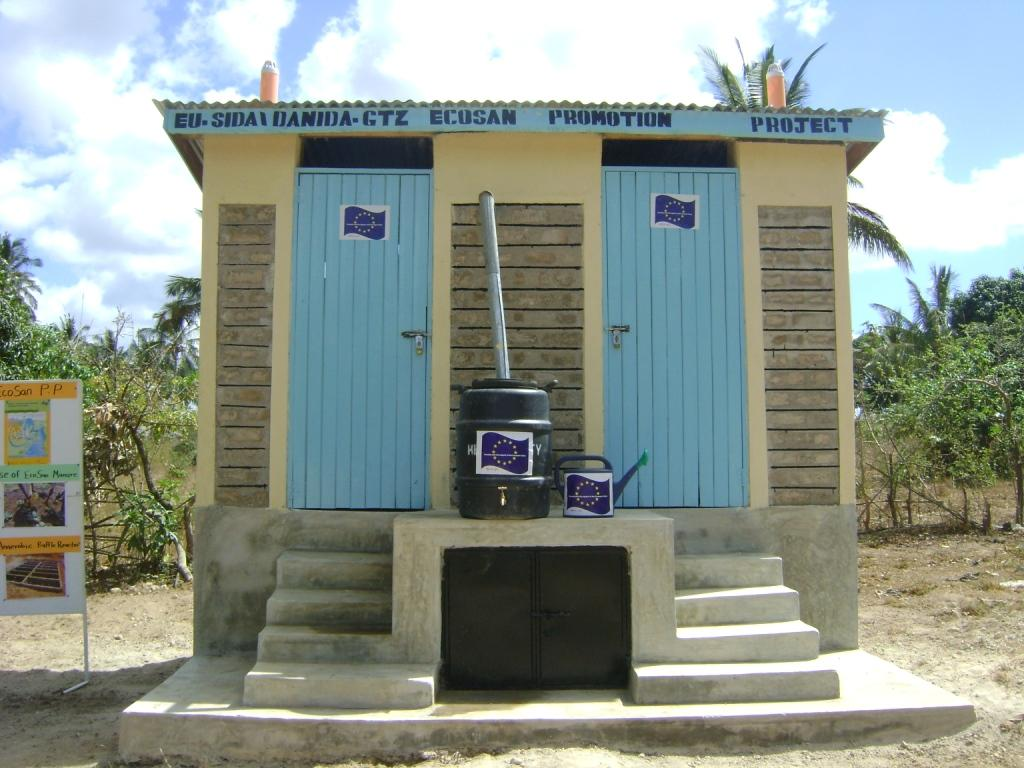
Un IESSO en una escuela rural del oeste de Kenia. No se recomienda construir gradas tan inclinadas, ya que dificultan el ingreso de personas con capacidades especiales.

### Colombia

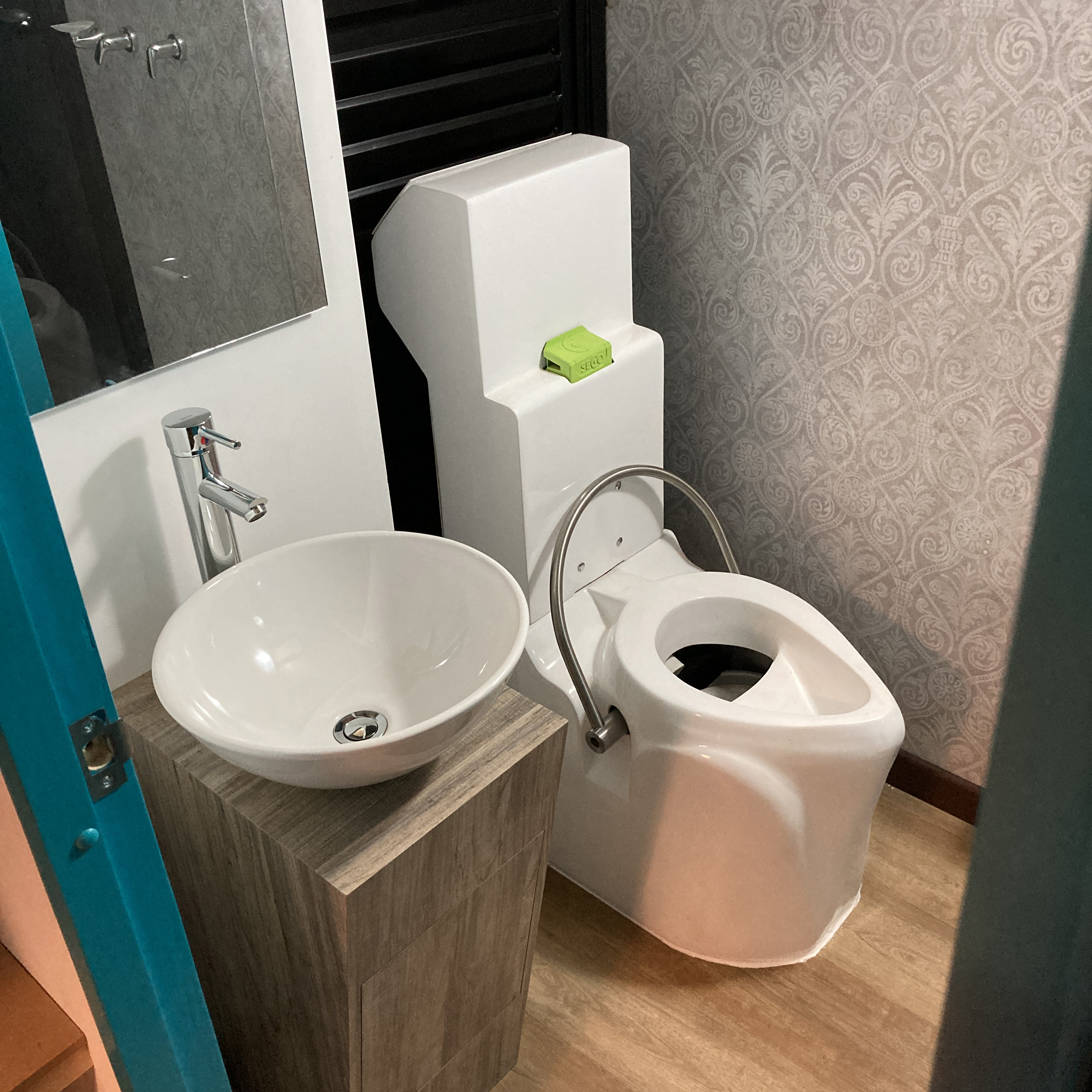
Nuevo tipo de sanitario seco de separación con mecanismo interno de barrera visual y dispensador de material de cobertura integrado, producido por LEHO SAS. Instalado en una casa tipo tiny house en Colombia en enero del 2021.

### Haití

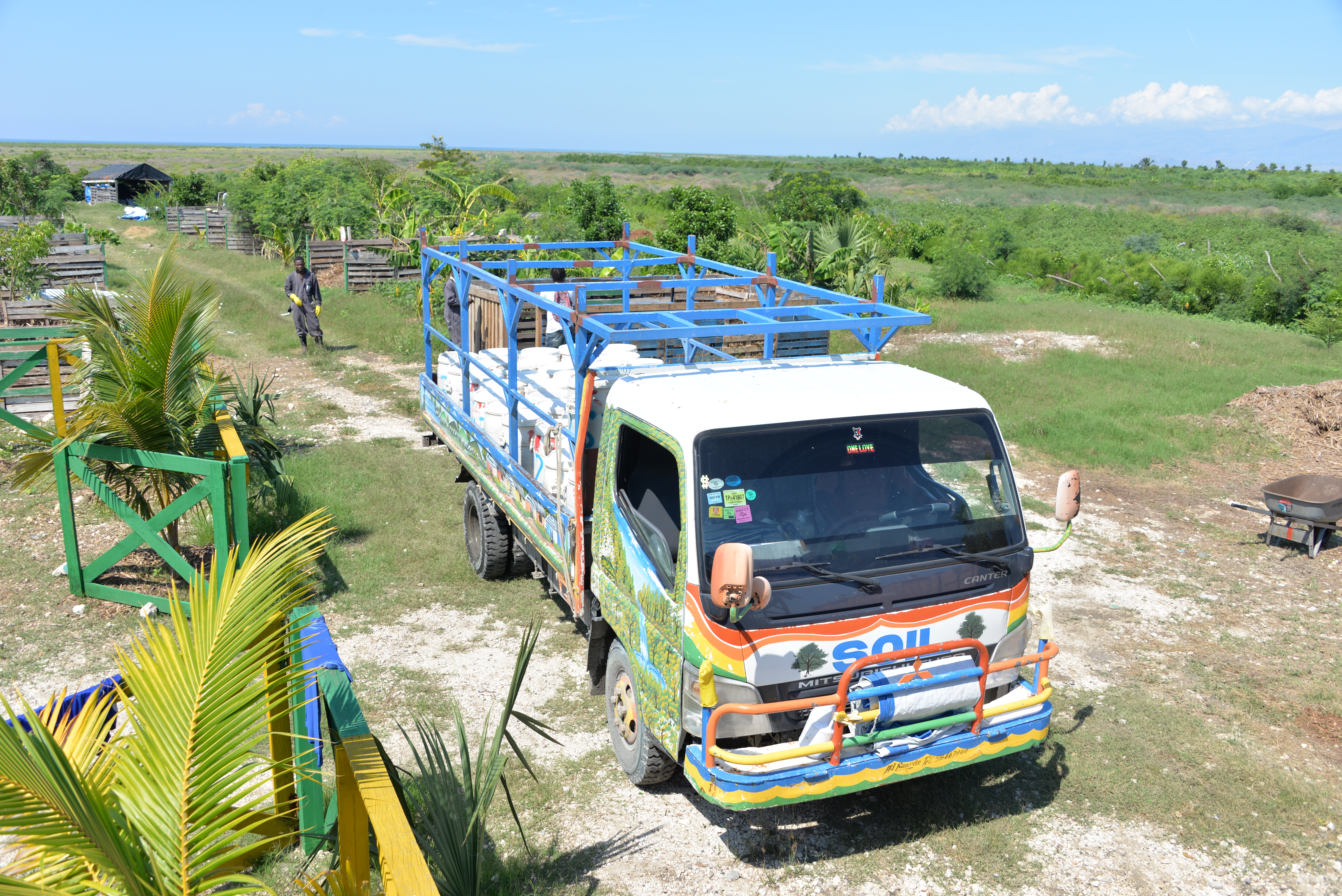
Un camión de la organización SOIL que traslada baldes llenos de excremento humano desde inodoros secos portátiles domésticas hasta su instalación de compostaje en Puerto Príncipe, Haití.